# 高浜トンネル

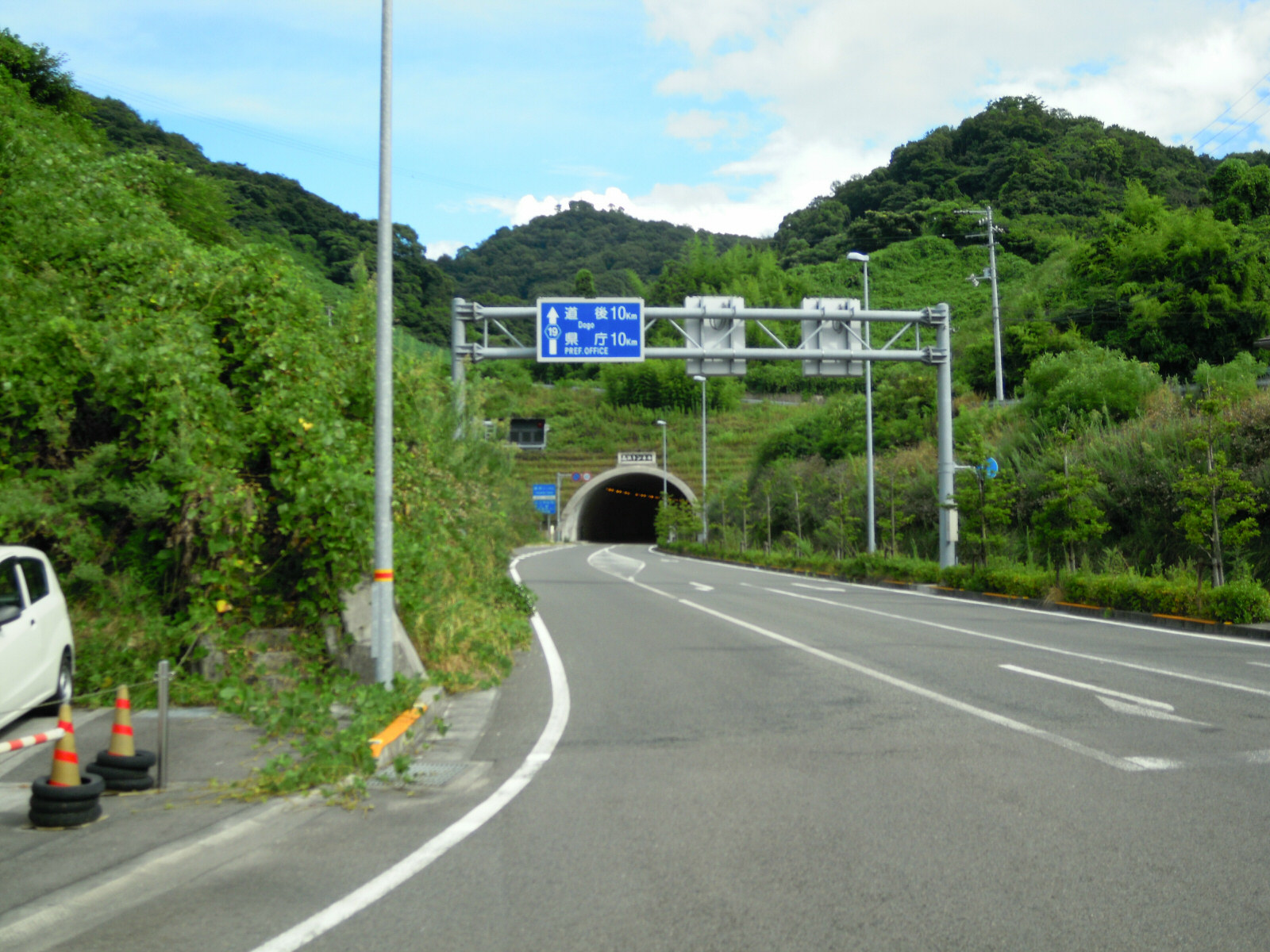
高浜トンネル入口（高浜側）

高浜トンネル（たかはまトンネル）は、愛媛県道19号松山港線バイパスの一部である。
かつては鉄道トンネル（伊予鉄道高浜線梅津寺駅 - 高浜駅の高浜隧道で複線電化の際に開削）も存在したが、ここでは、現在の道路トンネルについて記す。鉄道トンネルについては、伊予鉄道高浜線を参照のこと。

## 概要
愛媛県道19号松山港線は、近年の交通量の増大と車両の大型化に伴い、慢性的な渋滞を引き起こしていた。特に朝や夕方の通勤通学時には、松山観光港への到着時間が予測することができない事態や、交通事故の多発など、幹線道路としての機能が著しく損なわれている状況にあった。その解消を目指して建設された松山市古三津 - 同市高浜町の間を走るバイパスの一部である。
当トンネルが開通したことで、
・松山観光港から一般国道437号交差点までの渋滞時の所要時間が約15分短縮（開通前：約22分 → 開通後：約7分）
・松山市梅津寺における現道交通量が約3割減少
・愛媛県道辰巳伊予和気停車場線との交差点の渋滞長が約670ｍ減少（開通前：約820m → 開通後：約150m）
といった効果がみられた。
松山市内を走る県道の中で、トンネルを有しているのは、当路線と愛媛県道18号松山空港線（弁天山トンネル・岩子山トンネル）の2路線のみであるが、全長が一番長いのは高浜トンネルである。（弁天山トンネル：896m、岩子山トンネル：348m）

## 路線データ
- 長さ：1,530 m[1]
- 場所：松山市石風呂町 - 松山市高浜町[1]（松山港線終点）
- 幅員：6.50m（11.25m）[1]
- 車線：片側1車線
- 制限速度：40 km/h

## 歴史
- 事業着手：1998年（平成10年）4月[1]
- 工事着手：2000年（平成12年）9月[1]
- 貫通：2002年（平成14年）6月[1]
- 完成：2003年（平成15年）9月[1]
- 供用：2004年（平成16年）1月[1]